# Ascorhynchus miniscapus
Ascorhynchus miniscapus är en havsspindelart som beskrevs av Stock, J.H. 1993. Ascorhynchus miniscapus ingår i släktet Ascorhynchus och familjen Ammotheidae. Inga underarter finns listade i Catalogue of Life.